# Уду
Уду (от игбо Udu — «сосуд; мир») — африканский глиняный барабан-горшок проживающих в Нигерии племён игбо и хауса.

## История
Глубокие, настигающие звуки, которые производил уду, многим казались «голосами предков» и первоначально его использовали в религиозных и культурных церемониях.

## Устройство
При ударе по отверстию издает глубокий низкий звук, по поверхности звенящий керамический звук. Может иметь мембрану на поверхности. С точки зрения физики — это резонатор Гельмгольца.